# Bobby McFerrin
Bobby McFerrin, ameriški jazzovski a capella pevec in dirigent, * 11. marec 1950, New York.
Njegova pesem Don't Worry, Be Happy (iz filma Cocktail) je leta 1988 prišla na prvo mesto ameriških pop lestvic. Sodeloval je tudi z instrumentalistoma Chickom Coreo (klavir) in Yo-Yo Ma (violončelo). McFerrin je tudi priznani dirigent; leta 1994 je postal šef dirigent komornega orkestra v Saint Paulu (Saint Paul Chamber Orchestra). Njegov najbolj znani koncert je bil verjetno leta 2004 na Dunaju, ko je pred 90000 poslušalci v Schönbrunnu dirigiral Dunajskim filharmonikom (Wiener Philharmoniker orchestra).